# Sister Act
Pour les articles homonymes, voir Sister Act (homonymie).
Série Sister Act
Sister Act, acte 2
(1993)
Pour plus de détails, voir Fiche technique et Distribution.
Sister Act ou Rock'n nonne au Québec (Sister Act) est un film américain d'Emile Ardolino, sorti en 1992.
Sister Act a été l’une des comédies ayant le plus de succès financiers au début des années 1990, générant 231 millions de dollars dans le monde.
Étant devenu culte, une suite Sister Act, acte 2 est sortie en 1993. En 2006, une comédie musicale du même nom, Sister Act, est également un triomphe à Broadway, tout en récoltant cinq nominations aux Tony Awards.

## Synopsis
Dans un cabaret de Reno appelé Le Clair de Lune, la chanteuse Dolorès Van Cartier se produit avec ses deux choristes. Vêtue de strass et de paillettes, Dolorès est la maîtresse du gérant du cabaret, Vince LaRocca. Elle chante tous les soirs devant des joueurs de casino pour lesquels elle n'est qu'un fond sonore.
Un soir, par hasard, alors qu'elle n'est pas censée se trouver sur les lieux, elle assiste à la mise à mort d'un homme que son amant fait tuer à bout portant. Ce dernier souhaite lui imposer le silence en la menaçant ouvertement si elle ose faire part de sa découverte à la police. Lucide, choquée et craignant pour sa vie, elle va pourtant voir les autorités et elle découvre que Vince est déjà connu de leurs services pour des faits de crime organisé, de vol et d'extorsion de fonds. Le lieutenant Eddie Souther a besoin qu'elle puisse témoigner dans le prochain procès à venir, et pour la protéger des hommes de mains de Vince qui veulent la réduire au silence, il doit donc lui faire endosser une fausse identité.
Il va la cacher dans un couvent de San Francisco, vêtue en religieuse catholique sous le patronyme de Marie-Clarence. Il n'y a que la Mère supérieure et l’évêque à être au courant de son identité réelle. Toutes les autres sœurs sont convaincues qu'elle a formulé ses vœux. Dolorès va avoir de nombreuses difficultés relationnelles avec la Mère supérieure qui n'a pas eu d'autre choix que de devoir accepter la présence de la fugitive, sur ordre de l’évêque, en échange d'une récompense faite par la police. En effet, la religieuse a conscience des mœurs passées de Dolorès qu'elle considère comme des dépravations à l'opposé des règles et des coutumes strictes du couvent qu'elle dirige, et elle craint que ses actions excentriques puissent atteindre les autres religieuses et modifier radicalement leur mode de vie sans retour en arrière possible.
Puisque la Mère supérieure n'a pas grande confiance en Dolorès mais a tout de même conscience de l'utilité de l'occuper, elle n'assigne Dolorès qu'à une seule et unique tâche, s'occuper de la chorale. Cette dernière n'est guère coordonnée, les voix sont discordantes, les chants ne sont pas du tout agréables à l'oreille. Dolorès va alors donner un nouvel élan à ses compagnes, au fil du temps, en leur apprenant le gospel. L'établissement religieux invitera notamment les sœurs à une ré-orchestration musicale de leurs chants et finira sur un concert de gospel devant le pape Jean-Paul II.

## Fiche technique
Sauf indication contraire, les informations mentionnées dans cette section peuvent être confirmées par les bases de données cinématographiques IMDb et Allociné,  présentes dans la section « Liens externes ».
- Titre original et français : Sister Act
- Titre québécois : Rock'n nonne[4]
- Réalisation : Emile Ardolino
- Scénario : Joseph Howard (pseudonyme utilisé par Paul Rudnick)
- Musique : Marc Shaiman
- Direction artistique : Eve Cauley
- Décors : Jackson De Govia et Thomas L. Roysden
- Costumes : Molly Maginnis
- Photographie : Adam Greenberg
- Son : David J. Hudson, C. Darin Knight, Mel Metcalfe, Bill Phillips, Terry Porter
- Montage : Colleen Halsey et Richard Halsey
- Production : Teri Schwartz
  - Production déléguée : Scott Rudin
  - Production associée : Cindy Gilmore
  - Coproduction : Mario Iscovich
- Sociétés de production : Touchstone Pictures, en association avec Touchwood Pacific Partners 1
- Sociétés de distribution : Buena Vista Pictures Distribution (États-Unis) ; Gaumont (France)
- Budget : 60 millions de $[5]
- Pays de production :  États-Unis
- Langue originale : anglais
- Format : couleur (Technicolor) — 35 mm — 1,85:1 — son Dolby stéréo
- Genre : comédie musicale
- Durée : 100 minutes
- Dates de sortie[6] :
  - États-Unis, Québec : 29 mai 1992[4]
  - France : 25 novembre 1992[7]
- Classification :
  - États-Unis : certaines scènes ou propos sont susceptibles de heurter la sensibilité des plus jeunes - accord parental souhaitable (PG - Parental Guidance Suggested)[N 1]
  - France : tous publics (conseillé à partir de 10 ans)[7],[8]
  - Québec : tous publics (G - General Rating)[4]

## Distribution
- Whoopi Goldberg (VF : Maïk Darah) : Dolores Van Cartier (Deloris en VO) / sœur Marie-Clarence
- Maggie Smith (VF : Jacqueline Porel) : la Mère supérieure
- Kathy Najimy (VF : Monique Thierry) : sœur Marie-Patrick
- Wendy Makkena (VF : Martine Irzenski) : sœur Marie-Robert
- Mary Wickes (VF : Liliane Gaudet) : sœur Marie-Lazarus
- Harvey Keitel (VF : Daniel Russo) : Vince LaRocca
- Bill Nunn (VF : Pascal Renwick) : lieutenant Eddie Souther
- Robert Miranda (VF : Mario Santini) : Joey
- Richard Portnow (VF : Luc Florian) : Willy
- Rose Parenti (it) : sœur Alma
- Joseph Maher (VF : Dominique Tirmont) : l'évêque O'Hara
- Jim Beaver : Clarkson
- Jenifer Lewis : Michelle
- Charlotte Crossley : Tina
- A.J. Johnson : Lewanda
- Desreta Jackson (en) : adolescente no 1
- Zatella Beatty : adolescente no 2
- Skye Bassett : adolescente no 3
- Lois de Banzie (en) : Immaculatta
- Isis Carmen Jones : Deloris enfant
- Max Grodénchik (VF : Lionel Henry) : Ernie
- Joseph G. Medalis (VF : Joël Martineau) : Henry Parker
- Michael Durrell (VF : Patrick Préjean) : Larry Merrick
- Robert Jimenez (VF : José Luccioni) : nouveau journaliste
- Toni Kalem (VF : Marie Vincent) : Connie LaRocca
- Kevin Bourland (VF : Michel Vigné) : pilote
- David Boyce : croupier
- Timothy J. Pedegana : parieur
- Terry Wills : vendeur
- David M. Parker : barman
- Nicky Katt : serveur
- Mike Jolly : motard no 1
- Jeremy Roberts : motard no 2
- Eugene Greytak : le Pape
- Al Finney : chien
- Guy Boyd (VF : Jacques Frantz) : détective Tate (non crédité)

Chœur des religieuses
- Ellen Albertini Dow
- Pat Crawford Brown
- Georgia Creighton
- Ruth Kobart (en)
- Darlene Koldenhoven (en)
- Edith Diaz (en)
- Carmen Zapata
- Prudence Wright Holmes
- Susan Johnson (en)
- Susan Browning
- Sheri Izzard
- Beth Fowler

## Production

### Tournage
Le film a été tourné à Los Angeles, San Francisco et Reno.

## Accueil

### Accueil critique
Sur le site Rotten Tomatoes, le film obtient 73 % de critiques positives sur 26 votes.

### Box-office
- Recette :  États-Unis ~ 139 470 392 $ US (au 20 décembre 1992)[10]

Sister Act a été l’une des comédies ayant le plus de succès financiers au début des années 1990, générant 231 millions de dollars dans le monde.

## Distinctions

### Récompenses
| Récompenses 1993-1994 du film Sister Act | Récompenses 1993-1994 du film Sister Act | Récompenses 1993-1994 du film Sister Act                                        | Récompenses 1993-1994 du film Sister Act | Récompenses 1993-1994 du film Sister Act |
| Année                                    | Évènements                               | Catégorie / Récompense                                                          | Nommé(es) / Lauréat(es)                  |                                          |
| ---------------------------------------- | ---------------------------------------- | ------------------------------------------------------------------------------- | ---------------------------------------- | ---------------------------------------- |
| 1993                                     | American Comedy Awards                   | Actrice la plus drôle dans un film (rôle principal)                             | Whoopi Goldberg                          |                                          |
| 1993                                     | American Comedy Awards                   | Actrice de second rôle la plus drôle dans un film                               | Kathy Najimy                             |                                          |
| 1993                                     | ASCAP Film and Television Music Awards   | ASCAP Award des compositeurs du meilleur film au box-office                     | Marc Shaiman                             |                                          |
| 1993                                     | Goldene Leinwand                         | Golden Screen pour les films ayant totalisé trois millions d'entrées en 18 mois | Sister Act                               |                                          |
| 1993                                     | NAACP Image Awards                       | Image Award du film exceptionnel                                                | Sister Act                               |                                          |
| 1993                                     | Kids' Choice Awards                      | Blimp Award de l'actrice de cinéma préférée                                     | Whoopi Goldberg                          |                                          |
| 1993                                     | MovieGuide Awards                        | Movieguide Award du meilleur film pour un public mature                         | Sister Act                               |                                          |
| 1993                                     | People's Choice Awards                   | People's Choice Award du film de comédie préférée                               | Sister Act                               |                                          |
| 1994                                     | NAACP Image Awards                       | Image Award de la meilleure actrice principale dans un film                     | Whoopi Goldberg                          |                                          |

### Nominations
| Nominations 1992-2013 du film Sister Act | Nominations 1992-2013 du film Sister Act | Nominations 1992-2013 du film Sister Act              | Nominations 1992-2013 du film Sister Act                    | Nominations 1992-2013 du film Sister Act |
| Année                                    | Évènements                               | Catégorie / Récompense                                | Nommé(es) / Lauréat(es)                                     |                                          |
| ---------------------------------------- | ---------------------------------------- | ----------------------------------------------------- | ----------------------------------------------------------- | ---------------------------------------- |
| 1992                                     | Awards Circuit Community Awards          | Meilleure actrice dans un rôle principal              | Whoopi Goldberg                                             |                                          |
| 1992                                     | Casting Society of America               | Meilleur casting pour un film de comédie              | Judy Taylor, Lynda Gordon, Geoffrey Johnson et Vincent Liff |                                          |
| 1993                                     | Golden Globes                            | Meilleur film musical ou comédie                      | Sister Act                                                  |                                          |
| 1993                                     | Golden Globes                            | Meilleure actrice dans un film musical ou une comédie | Whoopi Goldberg                                             |                                          |
| 1993                                     | American Comedy Awards                   | Actrice de second rôle la plus drôle dans un film     | Maggie Smith                                                |                                          |
| 1993                                     | American Comedy Awards                   | Actrice de second rôle la plus drôle dans un film     | Mary Wickes                                                 |                                          |
| 1993                                     | MTV Movie Awards                         | Meilleure performance féminine                        | Whoopi Goldberg                                             |                                          |
| 1993                                     | MTV Movie Awards                         | Meilleure performance exceptionnelle                  | Kathy Najimy                                                |                                          |
| 1993                                     | MTV Movie Awards                         | Meilleure performance comique                         | Whoopi Goldberg                                             |                                          |
| 2013                                     | 20/20 Awards                             | Meilleure actrice                                     | Whoopi Goldberg                                             |                                          |

### Sélection
- Festival du cinéma américain de Deauville 1992 : premières - hors compétition pour Emile Ardolino

## Éditions en vidéo
En France, le film Sister Act est sorti en DVD le 3 mai 2002. Par la suite, le film sort en Blu-ray le 5 septembre 2012. Le film est également sorti en VOD le 1er février 2016.

## Autour du film

### Suites
Une suite Sister Act, acte 2, réalisée par Bill Duke, est sortie en 1993. Elle n'obtient pas le même succès que le premier volet, atteint 57 millions de dollars de recettes.
Un troisième opus commandé par Disney pour être diffusé sur la plateforme Disney+ est développé par Regina Hicks et Karin Gist, comprenant également Whoopi Goldberg et Wendy Makkena. Fin 2020, un troisième volet Sister Act est annoncé et sortira en 2023.

### Comédie musicale
En 2006, une comédie musicale du même nom est également un triomphe à Broadway, tout en récoltant cinq nominations aux Tony Awards.
La comédie musicale fut créée et jouée au Pasadena Playhouse à Pasadena, en Californie, du 24 octobre 2006 au 23 décembre 2006. Le spectacle bat alors des records et devient un des spectacles les plus rentables pour le théâtre californien. La comédie musicale a été mise en scène par Peter Schneider, chorégraphiée par Marguerite Derricks, avec les décors de David Potts, les costumes de Garry Lennon, l'éclairage de Donald Holder et le son de Carl Casella et Dominick Sack.
La production a ensuite déménagé à l'Alliance Theatre d'Atlanta, en Géorgie, où elle a eu lieu du 17 janvier au 25 février 2007.
Connaissant un grand succès notamment à Londres et à Broadway, Sister Act est aujourd'hui produit dans plusieurs pays dont la France.
L'adaptation française a été présentée au théâtre Mogador à partir du 20 septembre 2012. Les paroles françaises ont été adaptées par Nicolas Nebot, le livret par Ludovic-Alexandre Vidal et le spectacle a été mis en scène par Carline Brouwer. La distribution est composée de Kania Allard dans le rôle de Dolorès, en alternance avec Aurélie Konaté (Michèle / Sœur Marie Coco), Carmen Ferlan (la Mère Supérieure), Christian Bujeau (Monseigneur O'Hara), Thierry Picaut (Eddie), Barry Johnson (Curtis), Sarah Manesse (Sœur Marie Robert), Valériane de Villeneuve (Sœur Marie Lazarus), Lola Ces (Sœur Marie Patrick), Keny Bran Ourega (TJ), David Sollazzo (Pablo) et Franck Vincent (Joey). Sister Act a tiré sa révérence le 30 juin 2013 au théâtre Mogador après plus de 200 performances et 300 000 spectateurs, pour laisser place à l'adaptation française de La Belle et la Bête.